# Leonard Adleman
Leonard Max Adleman (San Francisco, 31 dicembre 1945) è un matematico, informatico e biologo statunitense.
Ha contribuito nel 1978 con Ronald Rivest e Adi Shamir allo sviluppo del sistema di crittografia asimmetrica RSA che infatti è un acronimo costituito dalle iniziali dei cognomi dei tre creatori: Ron Rivest, Adi Shamir, e Leonard Adleman.
Presso la Università della California a Berkeley ha conseguito un Bachelor of Science in matematica nel 1968 ed un PhD in Computer Science nel 1976. Oltre che matematico ed informatico, Adleman è un esperto di biologia molecolare.
Come indicato da Fred Cohen nel suo scritto Esperimenti con i virus per computer (1984), fu Adleman il primo a coniare e usare il termine "virus" per indicare i malware che infettano i computer e a paragonare il comportamento di un virus informatico a quello di un virus biologico, soprattutto per quanto concerne il propagarsi dell'infezione.
In quanto biologo molecolare è il creatore del computer a DNA: nel 1994 sorprese la comunità scientifica usando gli strumenti della biologia molecolare per risolvere un'istanza del problema del cammino hamiltoniano su un grafo orientato (PPHO). Questa è stata la prima volta che un problema matematico è stato risolto con la biologia. Negli anni successivi molti altri problemi sono stati affrontati usando manipolazioni con il DNA.

## Riconoscimenti
- ACM Turing Award assieme a Ronald L. Rivest e Adi Shamir per i contributi forniti alla crittografia (2002)
- IEEE Kobayashi Award for Computers and Communications assieme a Rivest e Shamir (2000)
- Distinguished Professor all'University of Southern California (2000)
- RSA Chair creata al MIT in onore degli inventori di RSA (1997)
- ACM Paris Kanallakis Award for Theory and Practice (1996)
- Elezione alla National Academy of Engineering (1996)
- Distinguished Alumnus Award al Department of Computer Science and Engineering della University of California, Berkeley (1995)
- Senior Research Award alla Southern California University – School of Engineering (1991)
- Best paper award dello IEEE Group on Information Theory, insieme a Rivest e Shamir (1978)

## Pubblicazioni
Leonard Adleman ha pubblicato moltissimi lavori sia da solo che con altri scienziati. Tra le pubblicazioni più significative si ricordano:
- Primality Testing And Two Dimensional Abelian Varieties Over Finite Fields (1992)
- The First Case of Fermat's Last Theorem (1985)
- On Distinguishing Prime Numbers From Composite Numbers (1983)
- A Method for Obtaining Digital Signatures and Public-Key Cryptosystems (1978)